# Pseudoformicaleo olsoufieffi
Pseudoformicaleo olsoufieffi är en insektsart som först beskrevs av Navás 1935.  Pseudoformicaleo olsoufieffi ingår i släktet Pseudoformicaleo och familjen myrlejonsländor. Inga underarter finns listade i Catalogue of Life.